# هومر إم. باتلر
هومر إم. باتلر هو صحفي وسياسي أمريكي، ولد في 15 أكتوبر 1904، وتوفي في 24 مايو 1982. نشط حزبياً في الحزب الجمهوري. وقد انتخب عضو مجلس نواب إلينوي ‏.